# Oméprazole
L'oméprazole (dénomination commune internationale) est une substance active médicamenteuse de la famille des inhibiteurs de la pompe à protons (IPP) qui réduit la sécrétion acide de l'estomac.

## Histoire du médicament
Découvert par AstraZeneca, utilisé aux Etats-Unis depuis 1989, l'oméprazole est commercialisé en France par ce laboratoire sous le nom de Mopral et Zoltum (princeps), mais aussi par d'autres laboratoires en tant que génériques. 
Il est disponible aussi sous le nom de Zoltum ou Antramups (Suisse).
Il figure sur la liste des médicaments essentiels de l'Organisation mondiale de la santé (liste mise à jour en avril 2013), mais est aussi considéré comme largement surprescrit. 

## Pharmacologie
L'oméprazole inhibe drastiquement la sécrétion d'acide chlorhydrique des cellules pariétales de la muqueuse gastrique. 
Cet effet est notamment recherché pour traiter l'ulcère gastro-duodénal, du reflux gastro-œsophagien et de certaines œsophagites,.
Son mécanisme est l'inactivation de l'échangeur H+/K+ ATPase (ou pompe à protons) qui a pour résultat une augmentation du pH gastrique. L'oméprazole est le chef de file des inhibiteurs de la pompe à protons, et l'un des médicaments les plus prescrits dans les pays industrialisés, notamment dans les hôpitaux, et le plus souvent par excès. En 2004, le Mopral coûtait en France plus de 210 millions d'euros en remboursements à la Sécurité sociale.

## Physicochimie
Pur, c'est un composé organosulfuré (poudre blanche), soluble dans l'éthanol et le méthanol, qui cristallise dans l'acétonitrile. 
La molécule contient une fonction sulfoxyde stéréogène et est donc chirale. Ceci est dû à l'organisation tétraédrique des orbitales autour du soufre, inclus son doublet libre. L'oméprazole a donc deux énantiomères :
- (R)-(+)-oméprazole de numéro CAS 119141-89-8 et qui est dextrogyre
- (S)-(–)-oméprazole ou ésoméprazole de numéro CAS 119141-88-7 et qui est lévogyre

## Effets indésirables

### Effets avérés
- hyperplasie des cellules de la paroi de l'estomac [2] ;
- hypergastrinémie (taux excessif de gastrine retrouvée dans le sang ; de 200 à 400 pg/mL)[2]. Cette élévation ne semble pas à court ou moyen termes induire de pathologies graves[12],[13],[14],[15], mais préoccupe car ses effets à long termes sont inconnus, alors qu'un nombre croissant de patients (millions de personnes dans le monde) prennent des IPP à long terme (sur plus de 10 ans parfois, ce qui est nouveau) ;
- risque accru de kyste des glandes stomacales (glandes fundiques, glandes du cardia glandes du pylore)[2];
- polype des glandes fundiques (aussi dites « glandes peptiques » de l'estomac ; situées dans la muqueuse de la partie haute de l'estomac), etc.[2],
- inhibition (dose-dépendante) des activités enzymatiques lysosomales par les IPP dans les cellules cultivées et la rate de souris (selon une étude récente (2013)[16] et via un mécanisme sous-jacent commençant à être expliqué[7],[17]).

### Effets suspectés
- une inhibition de l'immunothérapie tumorale est constatée dans le modèle murin, ce qui laisse penser qu'une partie des effets indésirables associés aux IPP (listés ci-dessus) pourraient être causés par une dégradation de l'immunité[2], et qui laisse craindre un risque accru de certains cancers de l'estomac. Comme d'autres IPP, l'oméprazole (IPP le plus courant) est en effet soupçonnée de favoriser la cancérogenèse de l'EGJ[Quoi ?] et de l'estomac, notamment en co-stimulation avec des nitrosamines (90% des nitrosamines sont des cancérigènes probables ou avérés[2].
- Une étude[2] (modèle murin), publiée en 2017, a porté sur la réaction des muqueuses stomacales à une exposition longue à l'oméprazole, à différentes doses, et associée ou non à une nitrosamine (N-méthyl-N'-nitro-N-nitrosoguanidine ou MNNG en l'occurrenc[2]. L'oméprazole n'a que peu modifié l'apparence de l'estomac antérieur, mais les plis muqueux de l'estomac glandulaire étaient moins profonds chez les souris traitées. De nombreuses saillies papillaires blanches de tailles variables, avec parfois des lésions ulcéreuses sont apparues sur les muqueuses stomacales des souris traitées au MNNG seul et les plis muqueux de l'estomac glandulaire étaient moins profonds voire disparaissaient presque (surtout chez les souris à la fois exposées au MNNG et à l'oméprazole à forte dose). Chez les souris exposées au MNNG, l'oméprazole a favorisé la cancérogenèse de l'estomac (mais pas de son système glandulaire). L'oméprazole a inhibé l'activité hydrolase lysosomale et dérégulé certaines protéines associées au cancer. A l'autopsie, l'histologie était normale dans le groupe témoin mais montrait que les muqueuses de l'estomac des souris traitées à l'oméprazole étaient désorganisées, avec hyperkératose des cellules épithéliales squameuses, et des cellules sous-muqueuses disposées de manière désordonnée, envahissant la couche plus profonde, avec un aspect papillaire. De même, dans l'estomac glandulaire, une partie des glandes montrait une hyperplasie atypique, avec des cellules inflammatoires envahissant les couches muqueuses et sous-muqueuses. Le MNNG seul a induit une prolifération papillaire avec hyperkératose et parakératose, et parfois des cellules malignes mais l'estomac glandulaire était plus normal. Les souris à la fois traitées au MNNG et à l'oméprazole présentaient souvent un infiltrat de cellules inflammatoires dans les couches muqueuses et sous-muqueuses de l'estomac glandulaire, avec une métaplasie intestinale glandulaire plus fréquente, une dysplasie et une hyperplasie anormale, certaines accompagnées d'adénocarcinomes. Mais sans métastase pour aucun des cancers observés[2]. 
Remarque : Ce travail a aussi mis en évidence une diminution du poids de la rate (plus marquée chez les souris aussi exposées à la nitrosamine[2].

### Effets de la sur-prescription
Dans les deux premières décennies du XXIe siècle, les IPP et l'oméprazole notamment sont largement sur-prescrits, et consommés bien au-delà de leurs indications d'application. 
Par exemple : en Australie, 63% des IPP ont été rétrospectivement jugées prescrits pour des indications médicales inappropriées, de même pour 33% des cas en Irlande, 67% au Royaume-Uni et environ 69% aux États-Unis,. 
Une étude chinoise récente a conclu à un risque augmenté d'adénocarcinomes du GEJ mais sans expliquer selon quel mécanisme. 

#### Suspicion de cancer
On s'est d'abord inquiété du fait que l'oméprazole puisse accélérer l'atrophie gastrique (par migration proximale d' Helicobacter pylori dans le corpus), car on sait depuis les années 1990 que s'il est utilisé à long terme, l'oméprazole peut induire une gastrite atrophique chronique et une hyperplasie des cellules phagocytaires probablement en lien avec l'infection à Helicobacter pylori (fréquente). Ceci laisse craindre que l'IPP à long terme puisse aussi favoriser certains cancers de l'estomac.  
Une méta-analyse a montré en 2016 qu'un usage long est associée à des risques accrus de polypes des glandes fundiques et de cancer de l'estomac, peut être en lien avec l'hypergastrinémie qui peut favoriser les tumeurs gastriques (adénocarcinomes de l'estomac proximal) ainsi que les tumeurs colorectales,. L'hypergastrinémie pourrait toutefois être bloquée par les antagonistes des récepteurs de la gastrine.
Depuis les années 2010, des preuves montrent qu'un traitement par IPP à long terme relie la gastrite atrophique chronique induite par Hp, à la métaplasie intestinale et à un risque accru de carcinome,. Mais on ignore encore si l'infection par HP en condition de faible sécrétion acide présente un risque accru de cancer. Jusqu'en 2017, cette cancérogénicité suspectée est encore discutée.
Des chercheurs de l'Université de Hong Kong et de l'Université College of London ont réalisé une étude publiée en 2017 dans le journal médical Gut et ont conclu que le groupe, qui avait pris des IPP sur un long temps, "avait 244% plus de risques de cancer de l'estomac" que les autres "dans les 7 ou 8 années suivantes".